# Uligan pescar

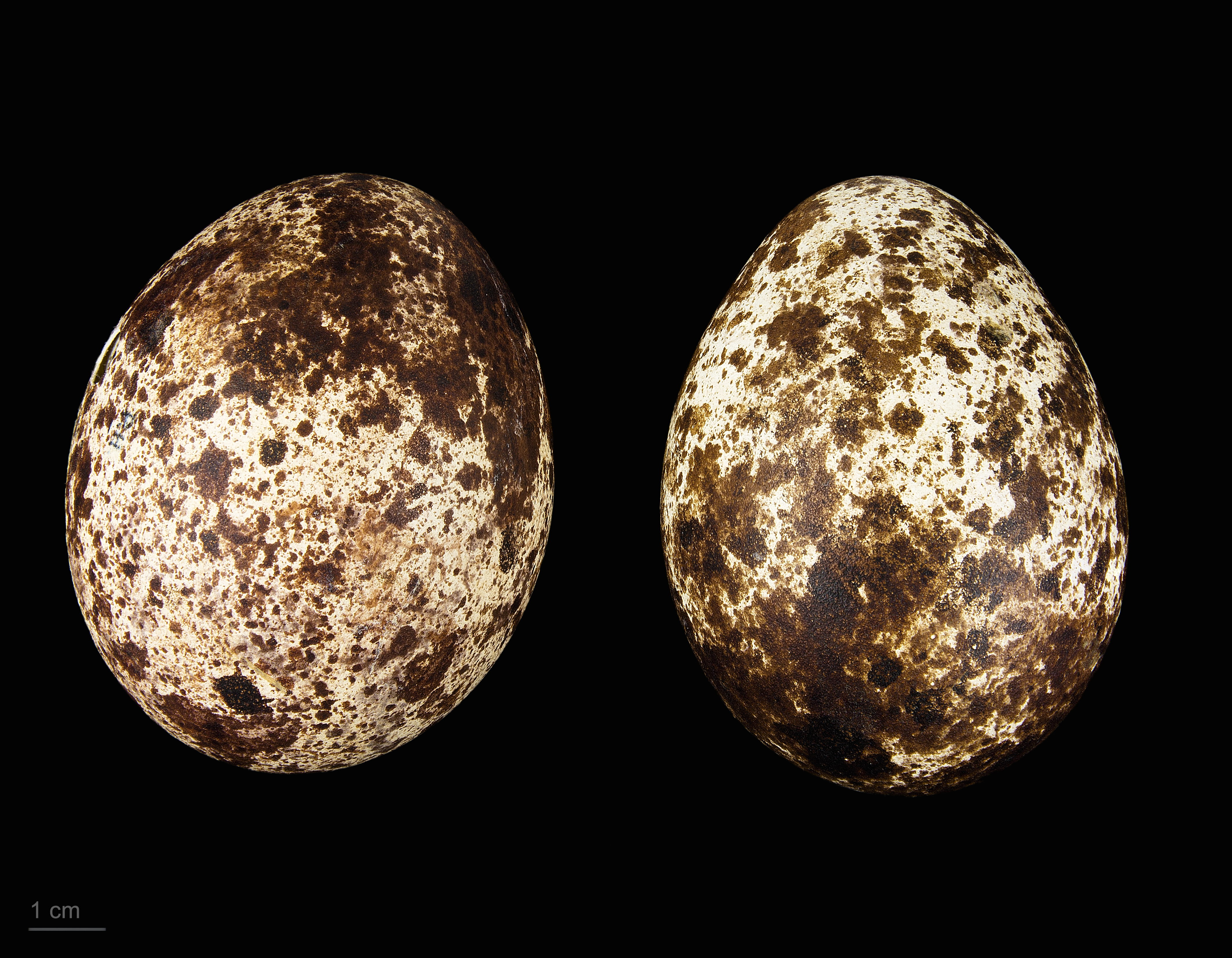
Ouă de uligan pescar - MHNT

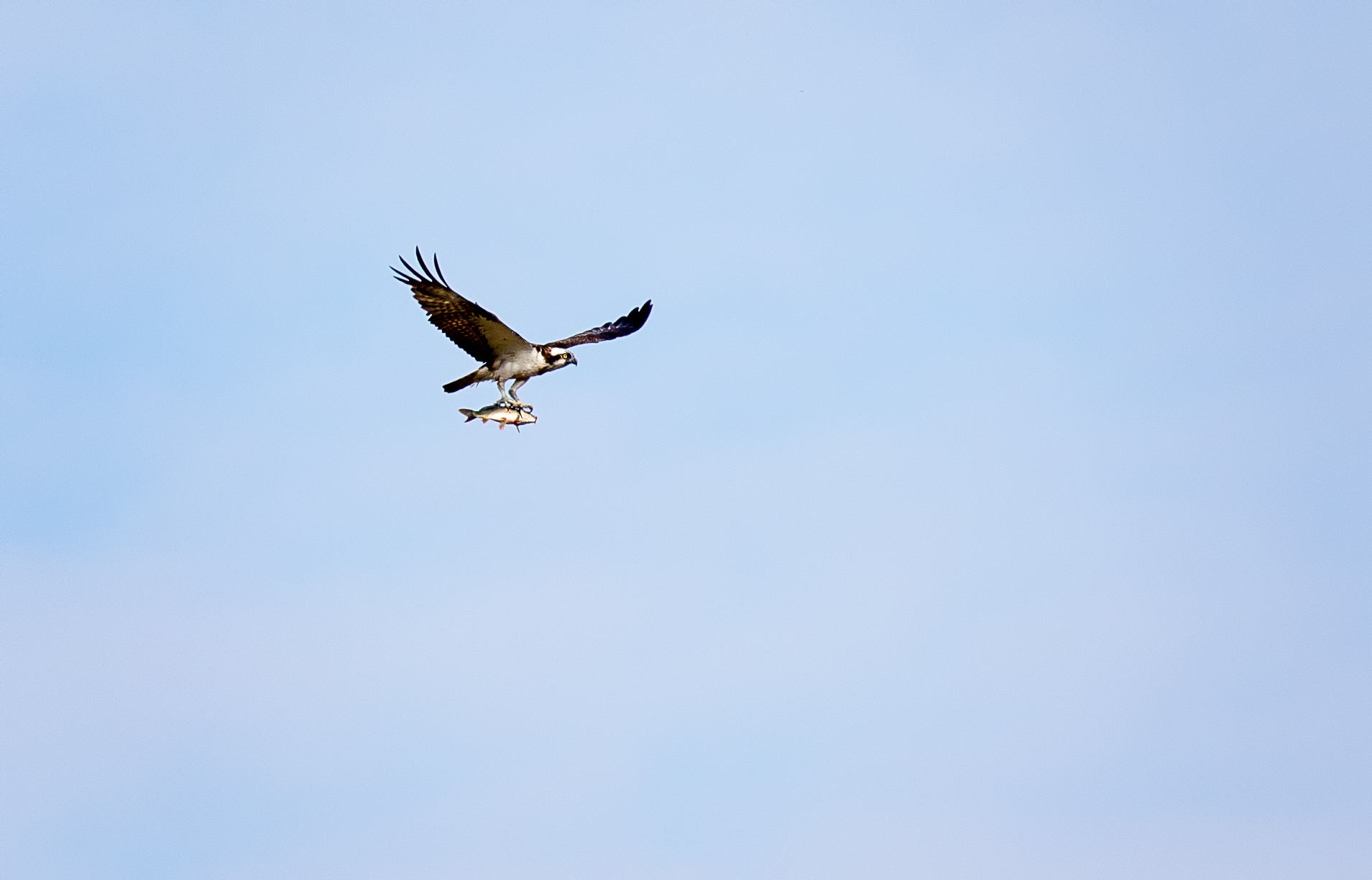
Uligan pescar în zbor, cu prada în gheare, surprins în Delta Neajlovului, România.

Uliganul pescar (Pandion haliaetus) este o specie de păsări răpitoare din ordinul Accipitriformes, familia Pandionidae. Specia este răspândită în toată lumea.

## Caractere morfologice
Uliganul pescar este o pasăre de talie mijlocie cu o lungime de 50–65 cm, cu un corp suplu și aripi lungi cu anvergura 1,27–1,74 m,  caracteristic păsărilor răpitoare. Femelele sunt mai mari ca masculii ele ating o greutate corporală de 1,21-2,05 kg, în comparație cu masculii, care au numai o greutate de 1,12-1,74 kg. La păsările adulte culoarea penajului pe partea dorsală a corpului este aproape peste tot uniform de culoare brun închis cu excepția cozii care are un desen de culoare mai deschisă. Partea ventrală a corpului este aproape uniform albă, pe piept apare un desen de culoare brună, desen care este mai accentuat la femele. Penajul de pe cap este de culoare albă, irisul este galben, picioarele sunt de culoare cenușie, ciocul și ghearele negre. De departe păsările aflate în zbor se pot confunda cu pescărușii.

## Areal de răspândire
Uliganul pescar, este răspândit în toată lumea, regiunea un clocește se întinde din regiunea boreală, arctică până în regiunile subtropicale din Caraibe, Asia de Sud Est și Australia. În Europa datorită vânării păsării prin anii 1950 efectivul de păsări s-a redus simțitor, fiind o specie periclitată. În Europa de Vest, vulturul pescar cuibărește numai în Scoția, regiunea centrală din Franța și Țara Galilor. În Europa Centrală se mai găsește numai în Germania și Polonia ca și Scandinavia. În România pasărea a fost semnalată pentru prima dată cu certitudine în anul 1960, că clocește în Delta Dunării. Iernează în țările calde din Africa la sud de Sahara și Asia de Sud.

## Mod de viață
Cuibul este construit în arbori înalți. Femela depune prin aprilie 2-3 ouă albe pătate cu cărămiziu. Clocitul este asigurat numai de femelă și durează ca. 35 de zile. Uliganul pescar se hrănește în special cu pește care este prins prin plonjare în apă.

## Sistematică
Cercetările molecular-genetice au stabilit că specia face parte din familia aparte Pandionidae. Specia cuprinde și o serie de variante ca:
- P. h. haliaetus (habitat regiunile arctice)
- P. h. carolinensis (habitat America de Nord)
- P. h. ridgwayi (habitat Caraibe, Bahama, Cuba, Yukatan, Belize)
- P. h. cristatus (habitat Sulawesi, Java, insulele Solomon, Noua Caledonie, Australia)